# Tetraalkylammoniumsalze
Tetraalkylammoniumsalze zählen zur Gruppe der organischen Salze und sind quartäre Ammoniumverbindungen des Typs R4N+ X−, in denen R ein Alkylrest ist.

## Herstellung
Sie entstehen durch die Umsetzung von Trialkylaminen mit reaktiven Halogenalkanen, wie z. B. Methyliodid. So bildet sich z. B. durch die Reaktion von Trimethylamin mit Methyliodid das Tetramethylammoniumiodid:

## Verwendung
Tetrabutyl-, Tetrethyl- und Tetramethylammoniumsalze finden Anwendung als Lösungsvermittler in der Phasentransfer-Katalyse und als Leitsalze [Beispiel: Tetrabutylammoniumhexafluorophosphat (NBu4PF6)] in der Voltametrie. Manche langkettigen Tetraalkylammoniumsalze sind Invertseifen.